# 格拉汀·法拉
格拉汀·法拉（英語：Geraldine Farrar，1882年2月28日—1967年3月11日），是美國歌劇女高音及女演員，以其美貌、戲劇能力及細緻的音色而聞名。她獲得許多年輕女性的支持，這些女性一般會稱為「格里时髦女郎」（Gerry-flappers）。